# Myripristis
Myripristis – rodzaj ryb z rodziny hajdukowatych (Holocentridae).

## Klasyfikacja
Gatunki zaliczane do tego rodzaju:
| - Myripristis adusta – kapralek cieniopłetwy - Myripristis amaena - Myripristis astakhovi - Myripristis aulacodes - Myripristis berndti - Myripristis botche - Myripristis chryseres - Myripristis clarionensis - Myripristis earlei - Myripristis formosa - Myripristis gildi - Myripristis greenfieldi - Myripristis hexagona - Myripristis jacobus | - Myripristis kochiensis - Myripristis kuntee - Myripristis leiognathus - Myripristis murdjan – hajduczek murdjan - Myripristis pralinia - Myripristis randalli - Myripristis robusta - Myripristis seychellensis - Myripristis tiki - Myripristis trachyacron - Myripristis violacea - Myripristis vittata - Myripristis woodsi - Myripristis xanthacra |

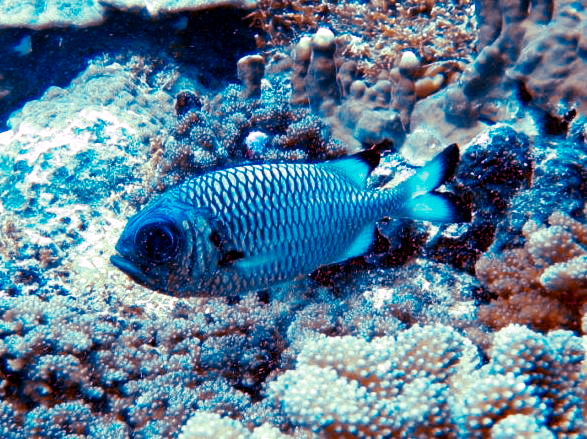
Myripristis adusta
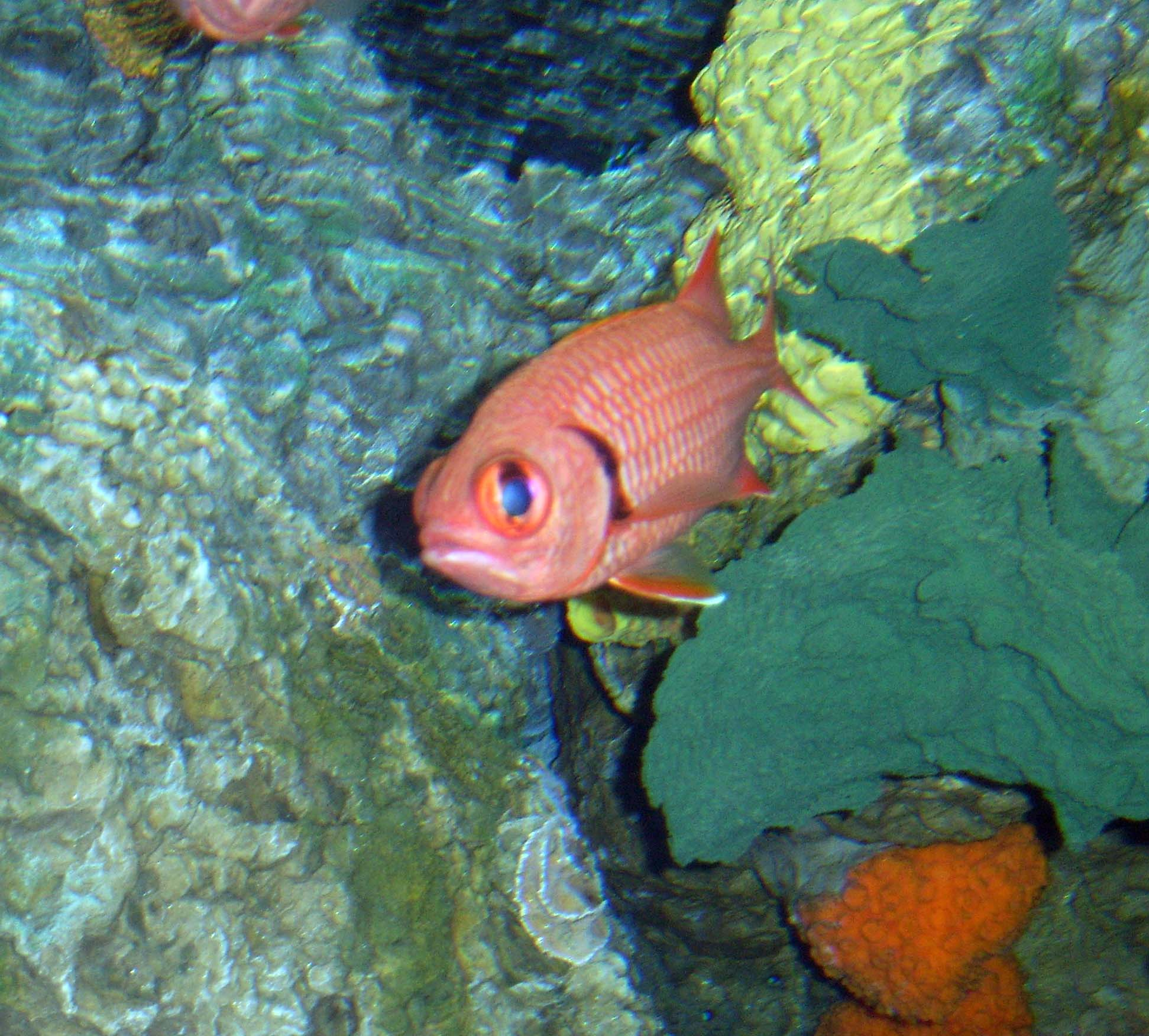
Myripristis berndti
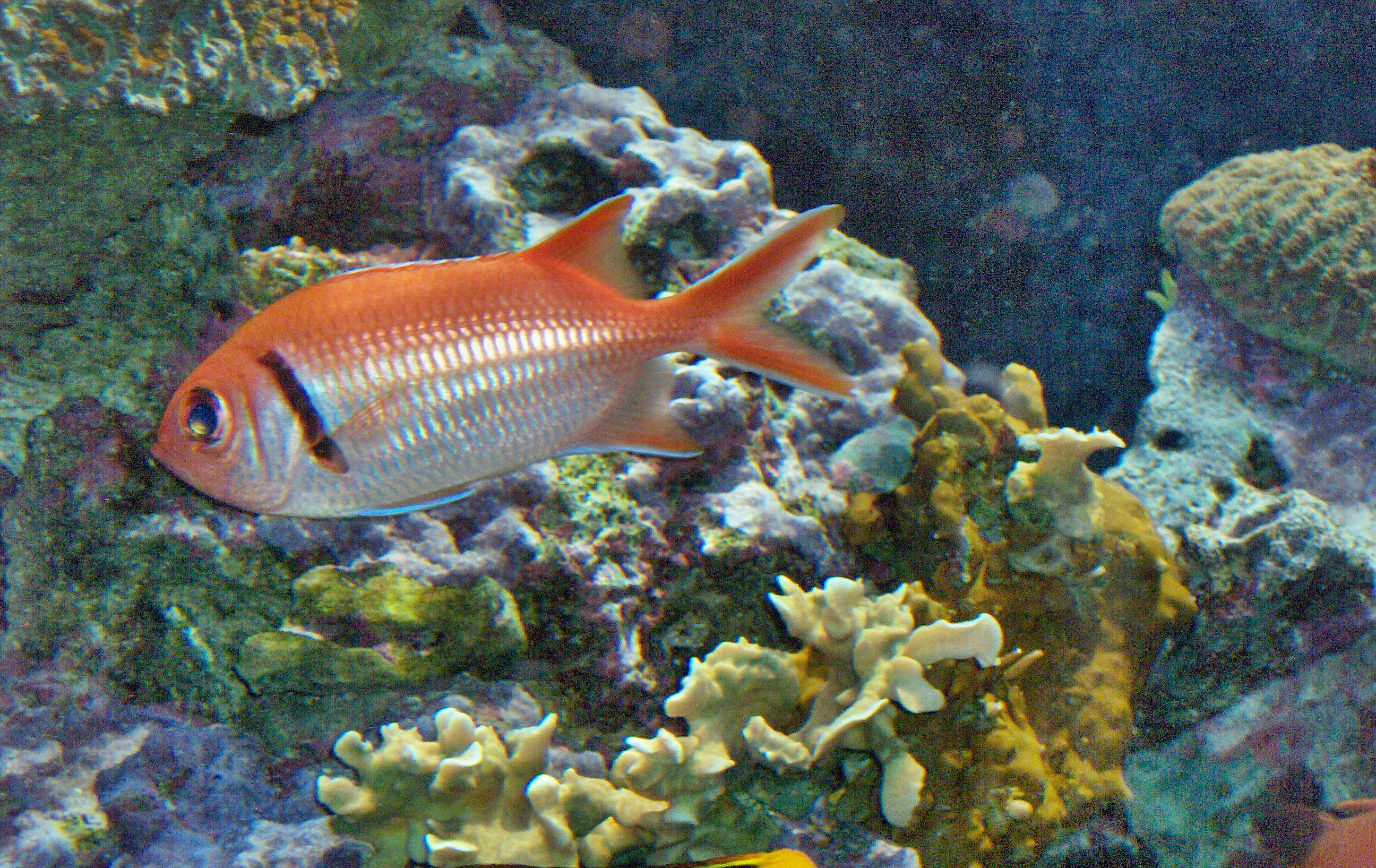
Myripristis jacobus
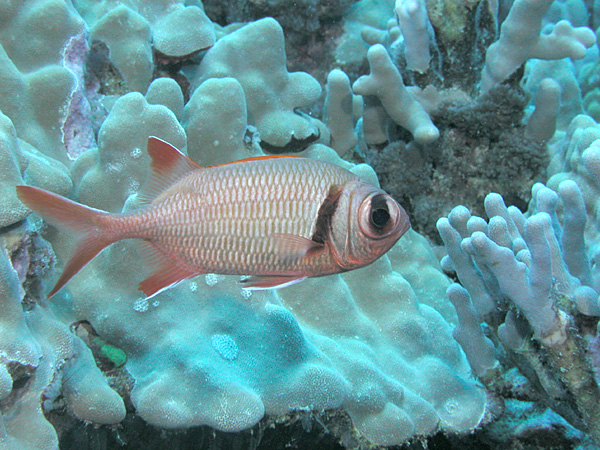
Myripristis kuntee
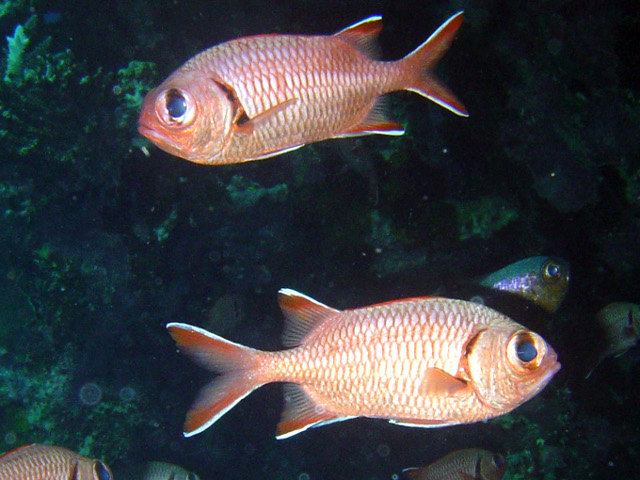
Myripristis murdjan
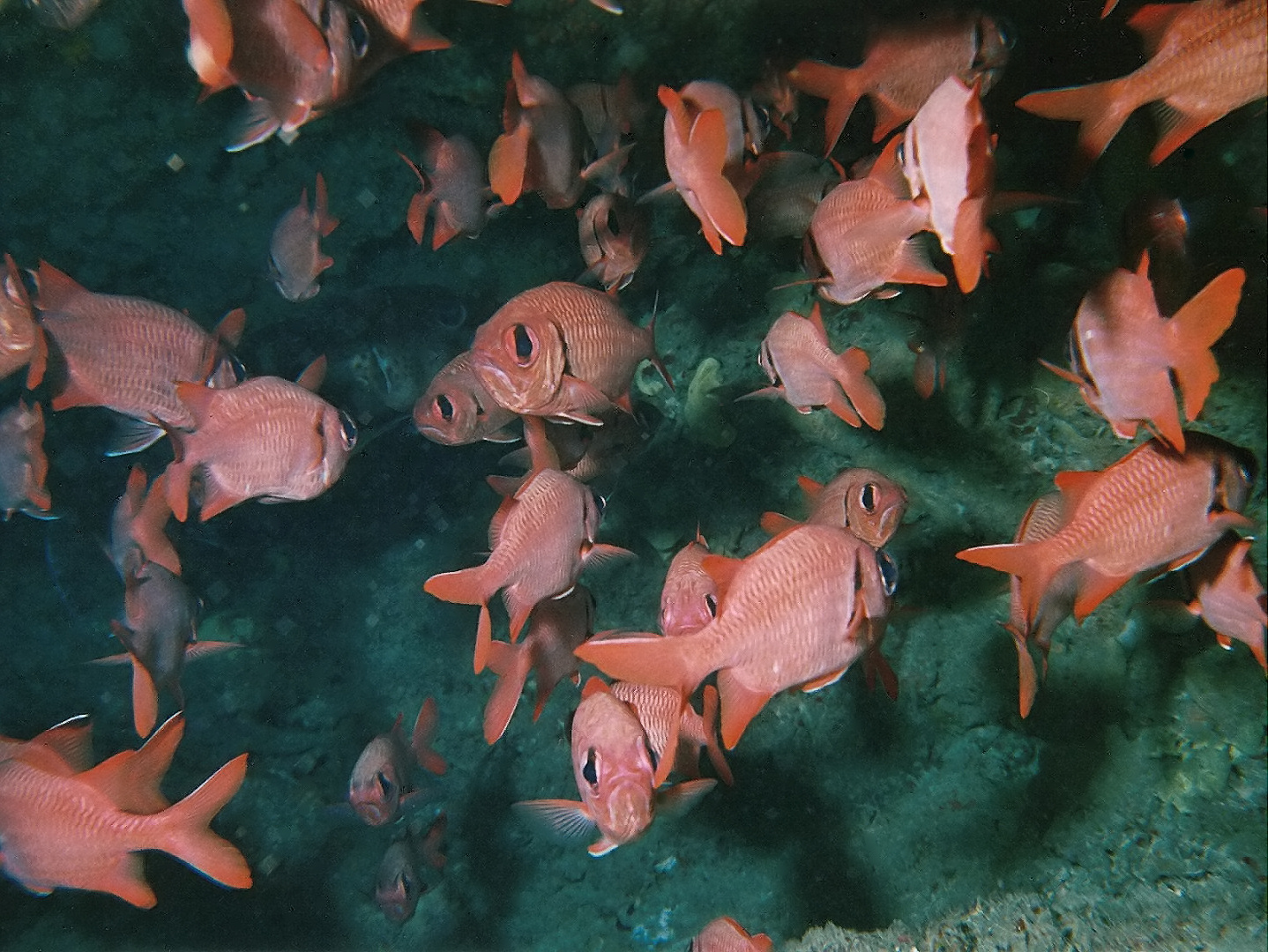
Myripristis pralinia
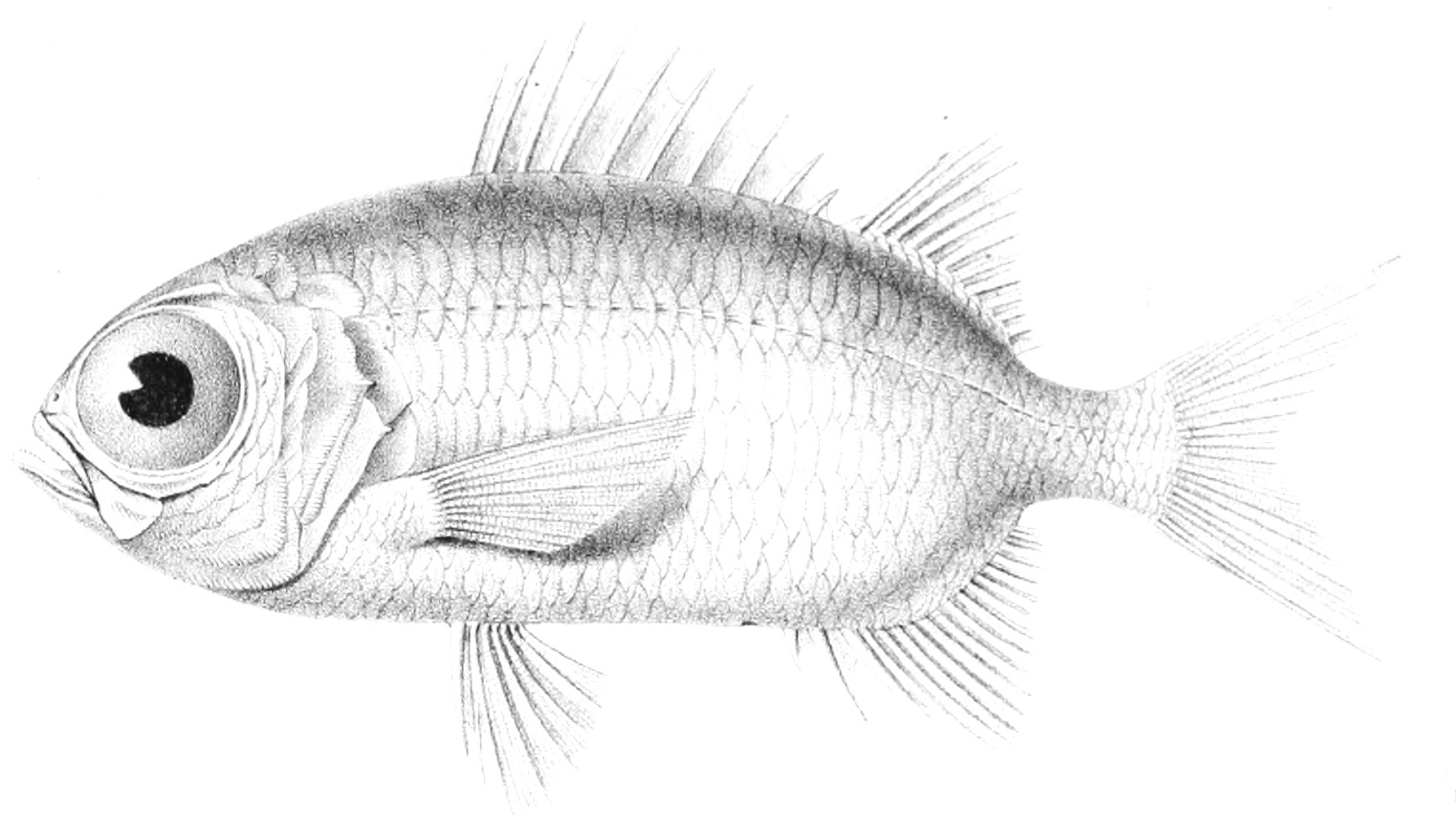
Myripristis seychellensis